# اسکار وایلد
اسکار فینگل اُ. فِلاهرتی ویلز وایلد (به انگلیسی: Oscar Fingal O'Flahertie Wills Wilde) (۱۶ اکتبر ۱۸۵۴ – ۳۰ نوامبر ۱۹۰۰) که به نام هنری اسکار وایلد شناخته می‌شود شاعر، داستاننویس، نمایش‌نامه‌نویس و نویسنده داستان‌های کوتاه ایرلندی بود.

## زندگی
اسکار وایلد در ۱۸۵۴ در شهر دوبلین در خانواده‌ای هنرمند به دنیا آمد. پدرش سِر ویلیام وایلد مردی فرهنگ‌دوست بود و به پیشه چشم‌پزشکی اشتغال داشت. او بعدها به مقام چشم‌پزشک مخصوص ملکه نیز نائل شد. همچنین ویلیام یکی از عتیقه‌شناسان برجسته ایرلند بود. مادرش جین وایلد با نام مستعار اسپرانزا شاعر سرشناسی و مترجم آثار الکساندر دوما و آلفونس دو لامارتین بود. وی شاعری سرشار از شور ملی بود که در دهه ۱۸۴۰ از آرمان ایرلندی علیه انگلستان حمایت می‌کرد. برادر اسکار «ویلیام وایلد» در ۱۸۵۳ به دنیا آمد و در سال ۱۸۹۹ در لندن درگذشت. اسکار وایلد تحصیلات ابتدایی را در دهکده اینسکیلن واقع در شمال ایرلند دنبال کرد و در کالج‌های ترینیتی و مگدالن آکسفورد به‌تحصیل پرداخت. وی در سال ۱۸۸۴ با کنستانس لوید ازدواج کرد. این دو در سال‌های ۱۸۸۵ و ۱۸۸۶ صاحب دو فرزند پسر شدند. وایلد مجموعه داستان شاهزاده خوشبخت و دیگر قصه‌ها را برای دو پسرش نوشت.
اسکار وایلد به زیبایی ظاهری و خوش‌پوشی بسیار اهمیت می‌داد؛ در حدی که سوراخ دکمه‌های کت و شلوارش را با گل‌های میخک، زنبق و گل داوودی می‌آراست. به این ترتیب، شهرت او در محافل فرهنگی و اشرافی لندن که از اولین شعرهای او (۱۸۸۱) با لذت استقبال کردند، بسیار زیاد شد.
او به سرعت به یکی از نظریه‌پردازان «هنر برای هنر» و «رهبر زیبایی‌شناسان » تبدیل شد. به این ترتیب، او برای برگزاری کنفرانس‌هایی دربارهٔ زیبایی‌شناسی به ایالات متحده دعوت شد.
همچنین اسکار وایلد یک فمینیست بود که در خلال سال‌های ۱۸۸۷ تا ۱۸۸۹ سردبیری مجلهٔ ویمینز ورلد (The Woman's World) را بر عهده گرفت تا از آرمان‌های فمینیسم دفاع کند. با تعریف‌های امروزین، می‌توان او را یک فمینیست لیبرال دانست.
او که در ۱۸۹۰ نخستین نسخه از تنها رمان خود، یعنی تصویر دوریان گری را در ماهنامهٔ لیپینکات (Lippincott) منتشر کرده بود، تحت فشار افکار عمومی بازبینی‌هایی در آن کرد و رمانش را گسترش داد؛ همچنین پیشگفتار معروفی که بر آن نوشت هم حاصل همین بازبینی‌هاست که در ۱۸۹۱ منتشر شده و تبدیل به نسخهٔ استاندارد این رمان شد. بنا بر این، دو نسخهٔ متمایز از این رمان وجود دارد.

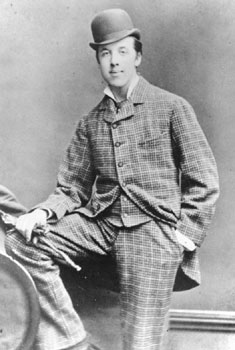
در هنگام تحصیل در کالج مگدالن آکسفورد

## تفکر زیبایی شناسانه
اسکار وایلد بسیار تحت تأثیر جنبش زیبایی پرستی بود که استادان خود او در دانشگاه آکسفورد یعنی والتر پاتر و جان راسکین از پایه‌گذارانش محسوب می‌شدند. وایلد در رمان مشهور خود یعنی تصویر دوریان گری به تعریف اتوس‌های جنبش زیبایی‌شناسی اواخر قرن نوزدهم می‌پردازد. او با تفکیک مفاهیم شناختی مبتنی بر معنا و اخلاقیات، از عمل زیبایی شناسانه تولید هنری، لذت حسی و بازشناسی زیبایی، تعاریف کانت و کنراد فیدلر را به یادمان می‌آورد. ماکس بیربوهم دربارهٔ او می‌گوید:
«خیلی زود به خاطر آوردن اینکه زیبایی حتی قبل از سال ۱۸۸۰ هم وجود داشته، دشوار شد… مطمئناً نخستین کسی که توانست اینچنین آرام و موقرانه به سوی این موضوع گام بردارد، آقای اسکار وایلد بوده است.»

## گرایش جنسی و محاکمه
اسکار وایلد با لرد آلفرد داگلاس (بوزی) رابطهٔ عاشقانه داشت و زمانی که فهمید پدر لرد داگلاس قصد شکایت از او را دارد، پیشدستی کرد و علیه او دعوی شکایت افترا کرد. اما در این محاکمه شکست خورد و بلافاصله جان داگلاس -دوک نهم کویینزبری- وایلد را به انحراف جنسی پسرش متهم کرده و از او شکایت کرد. دادگاه در ۲۷ مه ۱۸۹۵ اسکار وایلد را به اتهام همجنس‌گرایی به دو سال زندان با بیگاری محکوم کرد. باید توجه داشت که این حکم را دادگاه محافظه‌کار شهر ریدینگ صادر کرده که در سرکوبگری زبانزد است! این حکم در بدنامی و طرد وایلد از جامعه و مرگ زودرس او نقش پررنگی ایفا کرد، چنان‌که پس از آزادی در ۱۹ مه ۱۸۹۷ به فرانسه و ساحل بِرنُوال در کانال مانش تبعید شد و مجبور به زندگی با نام مستعار سباستین ملموت گردید. در همین دوره نمایشنامهٔ «تصنیف زندان ریدینگ» را نوشته که روایتی‌ست تکان‌دهنده از آنچه بر او رفت…

با آن‌که همسرش هیچ‌گاه رسماً از او جدا نشد، اما پس از این اتفاقات نام خانوادگی فرزندان خود را از «وایلد» به «هالند» تغییر داد. در ۲۰۱۴ مرلین هالند -تنها نوهٔ باقی‌مانده از تبار اسکار وایلد- محاکمهٔ او را در تئاتری بر اساس متن دستنویس مباحثات دادگاه روی صحنه برد.

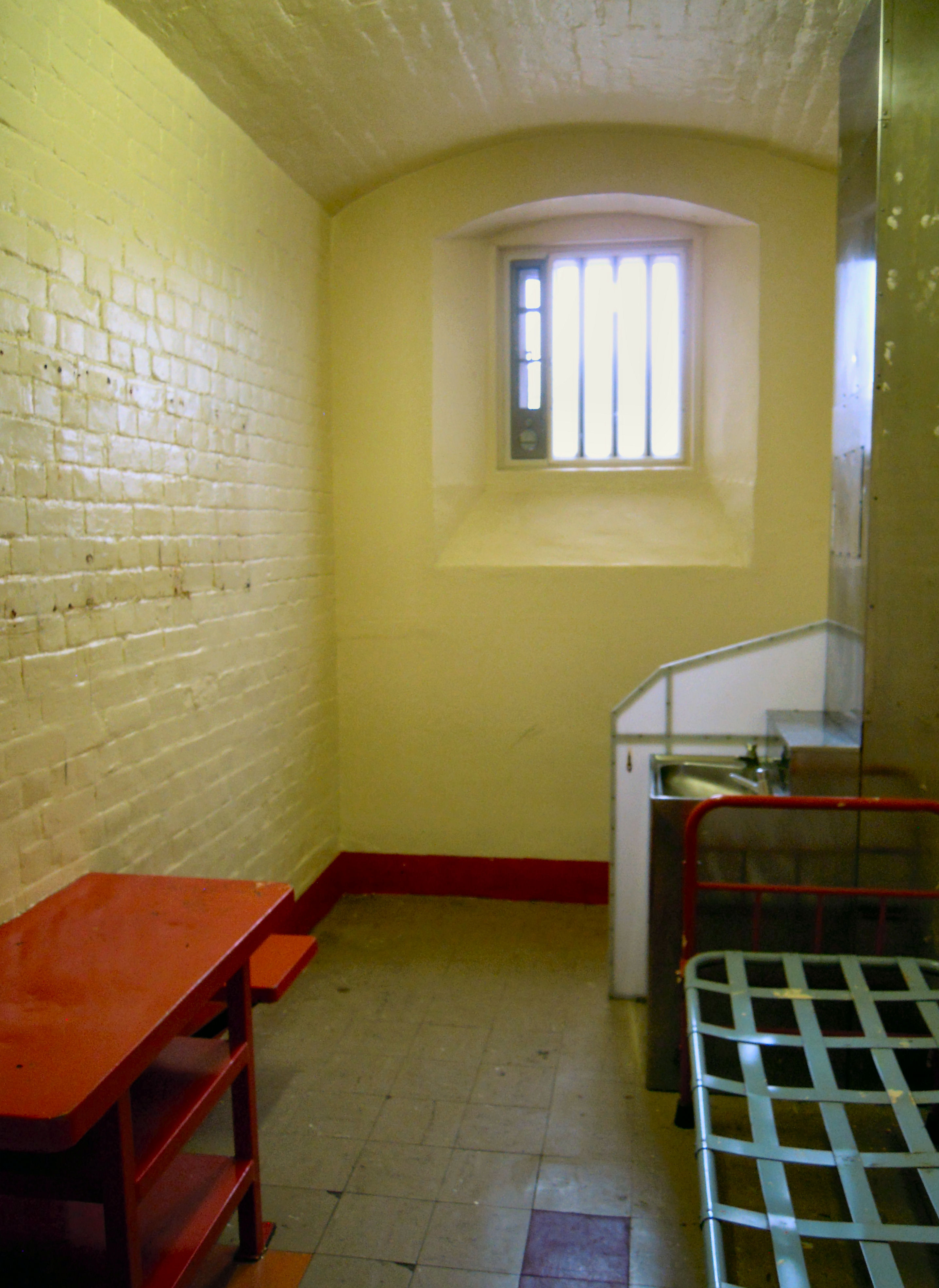
سلول زندان وایلد

## جزئیات آثار
مضمون بیشتر داستان‌های شاهزاده خوشبخت اثبات انسان بود از طریق عشق ورزیدن به دیگران و رسیدن به زیبایی درونی است. اسکار وایلد داستان «بلبل و گل سرخ» را به تأثیر از اساطیر ایرانی و مخصوصاً اشعار حافظ نوشته است. بلبل با خون دل و نثار کردن جان شیرینش گل سرخ را برای دانشجوی عاشق به دست می‌آورد و دانشجو به راحتی گل سرخی را که به بهای جان بلبل به دست آمده در خیابان می‌اندازد. در حقیقت دانشجو و دختر هیچ‌کدام معنی واقعی عشق را نمی‌فهمند. عاشق واقعی خود بلبل است.
الن تری هنرپیشه سرشناس تئاتر، پس از انتشار شاهزاده خوشبخت در نامه‌ای به وایلد نوشت: اسکار عزیز، داستان‌هایت واقعاً زیبا هستند و من به خاطر آن‌ها از صمیم قلب از تو سپاسگزارم. من از داستان «بلبل و گل سرخ» بیش از داستان‌های دیگر خوشم آمد. امیدوارم روزی یکی از داستان‌های این مجموعه را برای آدم‌های خوب بخوانم؛ شاید هم برای آدم‌های بد بخوانم و آن‌ها را خوب کنم.

## مرگ
او که روزی با درآمدِ هنگفتش از نمایش «دوشس پادوآ» در بهترین هتل‌های پاریس اقامت می‌کرد و همگان به دیدارش می‌رفتند، در ۳۰ نوامبر ۱۹۰۰ -زمانی که تنها ۴۶ سال داشت- فقیر و تنها و بر اثر درمان نشدن به‌موقع عفونت گوش در اثر فقر مالی، دچار مننژیت حاد شد و در این شهر درگذشت. تنها جیمز مک‌نیل ویسلر -تصویرگر تنها رمانش- بر بستر مرگ او حاضر بود؛ اسکار وایلد محتضر به او گفته: «تنها آرزویم این است که حرفم را بفهمند.» و ویسلر پاسخ داده: «آن‌ها خواهند فهمید اسکار! آن‌ها خواهند فهمید…»
در کتاب «حیاط خلوت نویسندگان» آمده:
«دو پزشک پاریسی که به بستر اسکار وایلد، در محل اقامت محقر او، خوانده شده بودند، به هم گفتند: «مثل اینکه باید از دستمزدمان چشم‌پوشی کنیم.»
وایلد شنید و جواب داد: «گمانم سطح مرگم بالاتر از سطح زندگیم باشد!»
و آخرین جمله‌اش هم (قبل از مرگ) این بود: «آیا این کاغذ دیواری دارد می‌رود یا من»

## میراث
اسکار وایلد تأثیرات زیادی روی بیشتر نمایش‌نامه و رمان‌نویسان پس از خود گذاشته و همواره از او به عنوان یکی از برترین نمایش‌نامه‌نویسان تاریخ ادبیات یاد می‌شود. کتاب‌های وی توسط انتشارات زیادی و بارها تا همین امروز در حال چاپ شدن هستند. یکی از کتاب‌های شعر او به نام «قطعه زندان ردینگ» که پس از آزاد شدن از زندانی با همین نام به اتهام همجنس‌گرایی نوشت، بدل به اثر ادبی مشهوری شده و در وبگاه بارنز اند نوبل امتیاز ۴٫۵ و در وبگاه گودریدز امتیاز ۴٫۲ را به دست آورده است. سه اثر او به نام‌های تصویر دوریان گری، اهمیت جدی بودن و روح کانترویل توسط انتشارات دانشگاه آکسفورد برای یادگیران زبان انگلیسی چاپ شده‌اند. همه کتاب‌های چاپ این مجموعه، در پایان قسمتی به نام «دربارهٔ نویسنده» دارند. در قسمت دربارهٔ نویسنده کتاب روح کانترویل به تقدیر اسکار وایلد نوشته شده: "... نمایش‌نامه‌ها، روایت‌های ترسناک، و داستان‌های اسکار وایلد تا به امروز نیز بسیار محبوب هستند. او راوی شگفت‌انگیزی بود؛ چه در نوشتن، و چه در صحبت کردن؛ و در زمان خودش به دلیل سخنان هوشمندانه و کنایه‌دارش مشهور بود. یکی از دوستان وی، دابلیو. بی. ییتس شاعر او را <بهترین سخنران تمام عصر خود> نامیده است. دوستی دیگر روش وایلد را برای خلاصی از یک دندان درد شدید، این چنین توضیح داده است: <مطمئن باشید وی آنقدر برایش داستان و جوک تعریف می‌کند، تا او را به خنده بیندازد…>"

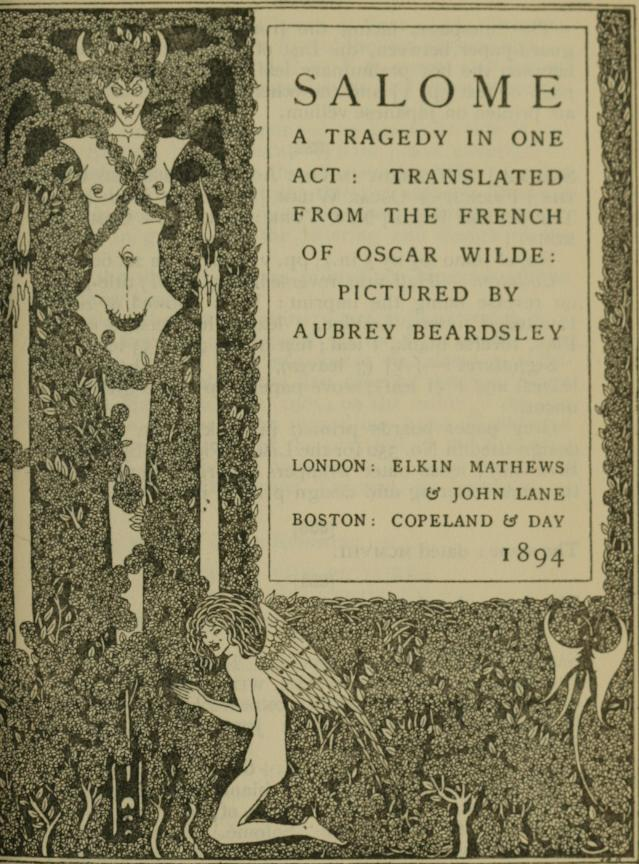
جلد نمایش‌نامه سالومه، اثر اسکار وایلد

## آثار

### شاهزاده خوشبخت و دیگر قصه‌ها
- شاهزاده خوشبخت و دیگر قصه‌ها
- بلبل و گل سرخ
- موشک خوب
- دوست فداکار
- پسرستاره
- غول خودخواه
- پادشاه جوان
- گربه سفید
- ماهی‌گیر و روحش

### شعر
- راونا (۱۸۷۸)
- اشعار (۱۸۸۱)
- ابوالهول (۱۸۹۴)
- چکامه زندان ریدینگ (۱۸۹۸)

### نمایش‌نامه
- ورا؛ یا، پوچ‌گرایان (۱۸۸۰)
- دوشس پادووا (۱۸۸۳)
- سالومه (۱۸۹۳)
- بادبزن خانم ویندرمیر (۱۸۹۲)
- زن بی‌اهمیت (۱۸۹۳)
- شوهر مطلوب (۱۸۹۵)
- اهمیت جدی بودن (۱۸۹۵)

### نثر
- تصویر دوریان گری (۱۸۹۱)
- شاهزاده شاد و دیگر داستان‌ها (۱۸۸۸)
- خانه انار (۱۸۹۱)
- از اعماق (۱۹۶۰)
- روح کانترویل (۱۸۸۸)
- جنایت لرد آرتور ساویل

## سینما
- اسکار وایلد (۱۹۶۰) - زندگی‌نامه او
- دوریان گری (۲۰۰۹) - براساس رمان تصویر دوریان گری (the picture of Dorian Gray) بهترین اثر اسکار وایلد
- غول خودخواه (۲۰۱۳) - الهام‌گرفته از داستانی به همین نام از اسکار وایلد است.
- شاهزاده خوشحال (۲۰۱۸) - داستان زندگی اوست.